# Batterij van Morsalines
De batterij van Morsalines was een kustbatterij in Normandië tijdens de Tweede Wereldoorlog. Gebouwd door Organisation Todt, nabij het Franse dorp Morsalines, vormde de batterij aanvankelijk een belangrijke schakel in de door Duitsers aangelegde Atlantikwall. 

## Geschiedenis
De Duitsers zagen al snel de strategisch goede ligging van het dorp Morsalines. Daarom startte ze al begin 1941 met de bouw van de batterij. Het was daarmee een van de oudste kustbatterijen in Normandië. De batterij omvatte zes Franse 155 mm kanonnen, die werden opgesteld in de open lucht. De bedoeling was dat het geschut werd ondergebracht in kazematten van het type H679, maar tijdens de geallieerde landing, stonden ze nog altijd in de open lucht. Door de grote reikwijdte van het geschut vormde de kanonnen een bedreiging voor de Amerikaanse troepen die op Utah Beach moesten landen. Daarnaast beschikte de batterij over luchtafweergeschut en schuilkelders.
Naarmate de dreiging van een invasie toenam, werd de batterij steeds beter gecamoufleerd. Het wist tot mei 1944 aan de aandacht van de geallieerde bommenwerpers te ontsnappen, maar in het begin van die maand werd er een zwaar bombardement op de batterij uitgevoerd. Er werden een flink aantal kanonnen vernietigd en beschadigd. Daarop besloten de Duitsers het geschut verder landinwaarts op te stellen.
Door de nieuwe positie van de kanonnen en het feit dat de Amerikanen twee kilometer zuidelijker aan land kwamen dan gepland, kon de batterij van Morsalines de Amerikaanse troepen niet onder vuur nemen tijdens de landing. Doordat het geschut niet meer bruikbaar was voor verdere operaties, werden deze naar de vesting Cherbour gebracht.